# Xipílovo
Xipílovo (en rus: Шипилово) és un poble de l'óblast de Vladímir, a Rússia, segons el cens del 2010 tenia 368 habitants. Pertany al districte municipal de Iúriev-Polski.